# Micrapate albertiana
Micrapate albertiana är en skalbaggsart som beskrevs av Pierre Lesne 1943. Micrapate albertiana ingår i släktet Micrapate och familjen kapuschongbaggar. Inga underarter finns listade i Catalogue of Life.